# Факултет музичке уметности Универзитета уметности у Београду
Факултет музичке уметности у Београду, основан је као Музичка академија указом Министарства просвете донетим 31. марта 1937. године. Свечаност отварања и освећења уприличена је 21. новембра исте године. Утемељењем ове установе заокружен је систем музичког школовања у Србији.

## Историјат
Априлски рат 1941. године обуставио је наставу. Први дипломци свој завршни испит обавили су у окупираној земљи, са значајним закашњењем због бомбардовања. Мада Академија током ратних година формално није прекинула да ради, било је то време вегетирања јер је зграда била оштећена бомбардовањем, поједини наставници били су у заробљеништву или их је прогањала окупаторска власт, студенти су одвођени на присилни рад, није било огрева, властодршци су покушавали да се мешају у њен рад. Тадашњи ректори Академије, Петар Коњовић и касније Стеван Христић, имали су сложен задатак да организују минимум постојања и активности у условима који су се непрекидно погоршавали. У школској 1943/1944. години ниједан студент није дипломирао, а редовна настава била је онемогућена све до марта 1945. године, када је у ослобођеном Београду обновљена делатност Академије.
После 1945. године, одлуком Повереништва просвете, а по угледу на тадашњи совјетски систем музичког школства, извршена је прва од многобројних реформи организационе структуре Академије. Нижи разреди средње школе прикључени су Припремној школи, а трајање виших разреда продужено је на седам година. Међутим, већ 1948. године, у договору са другим сродним институцијама у Загребу и Љубљани, сачињени су нови наставни планови, са поновним раздвајањем средњег (четворогодишњег) и високог образовања (у трајању од четири и пет година, у зависности од одсека). До нових промена дошло је 1955. године када су административно раздвојене Средња музичка школа „Јосип Славенски“ и Музичка академија, да би се потом ова прикључила асоцијацији других високих уметничких школа, па је тако 1957. године основана Уметничка академија. Исте године на Музичкој академији уведене су последипломске студије. Нови одсеци и одељења основани су у Новом Саду и Нишу 1962. године, чиме су постављени темељи за развој високог музичког школства у овим градовима. Академија је 1973. године променила име у Факултет музичке уметности, истовремено са другим уметничким школама, као и њиховом асоцијацијом, која је добила статус самосталног београдског Универзитета уметности. Од 1985. године на Факултету постоји могућност стицања степена доктора наука из области музикологије, етномузикологије, музичке теорије и педагогије. На катедри за композицију настава је осавремењена отварањем електронског студија. Посебну вредност има библиотечки фонд Факултета који укључује преко 110.000 наслова књига, часописа, нота, плоча и дискова. У Крагујевцу је од школске 1998/1999. године започело са радом истурено одељење Факултета, које од 2002/2003. прерасло у самосталан Филолошко-уметнички факултет.

## Ансамбли ФМУ
У раду Факултета музичке уметности врло важну улогу добила је делатност студентских ансамбала - симфонијског оркестра и великог хора, као и низа камерних, међу којима су најзначајнији Академски женски хор „Collegium musicum“ и гудачки камерни оркестар који је по свом оснивачу и првом диригенту понео име Душана Сковрана (данас самостални професионални ансамбл), а запажена је делатност и камерне опере ФМУ.

## Опште информације
Факултет делује у саставу Универзитета уметности у Београду, а организационо је разврстан у тринаест катедри:
1. Катедра за композицију и оркестрацију
2. Катедра за дириговање
3. Катедра за соло певање
4. Катедра за клавир
5. Катедра за гудачке инструменте
6. Катедра за дувачке инструменте
7. Катедра за музикологију
8. Катедра за музичку теорију
9. Катедра за солфеђо и музичку педагогију
10. Катедра за камерну музику
11. Полиинструментална катедра (за чембало, оргуље, харфу, гитару и удараљке)
12. Катедра за етномузикологију
13. Катедра за џез и популарну музику[2]

Издвојено је Одељење комплементарних научно-стручних дисциплина, а Факултет ангажује и гостујуће професоре. 
Настава на ФМУ обухвата 25 различитих студијских програма и организује се на свим нивоима студија - основним, дипломским и докторским у пољима уметности и друштвено-хуманистичких наука. За седам деценија рада на основним студијама ФМУ дипломирала су 4252 студената, а дипломе последипломских студија понело је 639 магистара уметности или наука, додељено је 66 специјалистичких диплома и промовисано 14 доктора наука. Наставнички колегијум Факултета данас чини 180 наставника и сарадника. Од школске 2006/2007. године организација рада Факултета прилагођена је стандардима Болоњске конвенције.

## Оснивачи
Стручну комисију која је поставила темеље ове институције, чинили су композитор и музиколог Коста Манојловић, први ректор Академије, композитор и диригент Стеван Христић и виолиниста и композитор Петар Стојановић, док је за административног директора постављен композитор и диригент Јован Бандур. Они су израдили наставне планове и програме за студије на седам одсека: за композицију и дириговање, соло певање, клавир, виолину, виолончело, позоришну уметност и наставнике музике. Обезбеђени су почетни материјални услови - зграда, библиотека и инструменти. 
 Академија је имала осам одсека.